# MeCab
MeCabはオープンソースの形態素解析エンジンで、奈良先端科学技術大学院大学出身、現GoogleソフトウェアエンジニアでGoogle 日本語入力開発者の一人である工藤拓によって開発されている。名称は開発者の好物「和布蕪（めかぶ）」から取られた。
開発開始当初はChaSenを基にし、ChaSenTNGという名前で開発されていたが、現在はChaSenとは独立にスクラッチから開発されている。ChaSenに比べて解析精度は同程度で、解析速度は平均3-4倍速い。
品詞情報を利用した解析・推定を行うことができる。MeCabで利用できる辞書はいくつかあるが、ChaSenと同様にIPA品詞体系で構築されたIPADICが一般的に用いられている。
MeCabはGoogleが公開した大規模日本語n-gramデータの作成にも使用された。
Mac OS X v10.5及びv10.6のSpotlightやiPhone OS 2.1以降とOS X Yosemite以降の日本語入力にも利用されている。